# Перламутровка зенобия
Перламутровка зенобия (лат. Argynnis zenobia) — дневная бабочка из семейства нимфалид. Единственный представитель китайско-гималайского подрода в фауне России.

## Описание
Размах крыльев — 60—80 мм. У самцов верхняя сторона крыльев яркого красновато-жёлтого цвета. На передних крыльях по жилкам — три андрокониальных пятна. Рисунок состоит из рядов чёрных пятен (характерный для всех перламутровок). Крылья самок на верхней стороне светло-оранжеватого цвета с тёмно-зелёным интенсивным опылением (особенно на задних крыльях). Нижняя сторона — тёмно-зелёного цвета с оливковым отливом и яркими серебристыми перевязями, соединяющимися друг с другом. Также присутствует ряд тёмных кружков между внешней и подкраевыми перевязями.

## Ареал
Северный Китай, север Корейского полуострова и юг Приморского края в России.

## Местообитания
Смешанные и широколиственные горные леса до высоты 600—700 м н.у.м. В Уссурийском заповеднике, кроме того, встречается в более равнинных ландшафтах по долинам рек Комаровки, Корявой и Суворовки.

## Время лёта
С середины июля до середины сентября. В год развивается одно поколение. Бабочки не склонны к миграциям. Часто встречаются кормящимися на цветах змееголовника многоцветного (Dracocephalum multicolor) и рябинника рябинолистного (Sorbaria sorbifolia). Самцам характерно территориальное поведение — защищают свою территорию и прогоняют с неё перламутровок других видов.

## Размножение
Кормовое растение гусениц фиалка пестрая (Viola variegata). Самки откладывают яйца по одному, реже по 2-3 на кормовое растение или рядом с ним.
Стадия яйца — 13-15 дней. Гусеницы обычно держатся на нижней поверхности листьев. Гусеницы активны до середины октября-начала ноября. Зимуют гусеницы в подстилке из опавших листьев. Окукливание в середине июня-начале июля. Стадия куколки 25 — 30 дней.

## Численность
Численность в целом низкая и имеет тенденцию к снижению. В некоторых местах в отдельные годы может быть относительно высокой.

## Замечания по охране
Занесен в Красную книгу России Статус: 3 - редкий вид; У - уязвимый (в России по шкале МСОП - VU D2); III приоритет природоохранных мер.
Охраняется в заповедниках Кедровая падь и Уссурийский.